# Flight of Fury
Flight of  Fury is een Amerikaanse actiefilm uit 2007 van regisseur Michael Keusch.
De film, met acteur Steven Seagal is opgenomen in Roemenië. De film is op 24 april 2007 in Nederland uitgebracht.

## Rolverdeling
- Steven Seagal - John Sands
- Alki David - Rojan
- Ciera Payton - Jessica
- Katie Jones - Eliana